# 威廉·G·鮑德勒
威廉·加頓·鮑德勒（英語：William Garton Bowdler，1924年3月27日—2016年1月19日），是一位美國外交官。

## 生平
威廉·G·鮑德勒於1924年3月27日出生在阿根廷布宜諾斯艾利斯，後來移民到佛羅里達州，並於1944年至1946年在美國陸軍服役。他在1945年成為美國公民。他在里士滿大學接受教育，於1948年獲得歷史學士學位，隨後在弗萊徹法律與外交學院就讀，並於1949年獲得碩士學位。
1950年，鮑德勒加入美國國務院擔任研究助理。1951年，他成為國際行政官員，1952年至1956年，他擔任美洲事務局的國際關係官員。1956年至1961年，他在哈瓦那擔任政治和領事官員。
鮑德勒隨後於1961年至1963年擔任國際關係官員。1963年至1964年，他擔任國務院古巴事務副協調員，然後於1964年至1968年擔任白宮拉丁美洲事務執行聯絡官。
1968年，美國總統林登·詹森任命鮑德勒為美國駐薩爾瓦多大使，鮑德勒的任期從1968年11月15日到1971年9月2日。1971年，理查德·尼克森總統任命他為美國駐危地馬拉大使，他的任期從1971年10月19日到1973年8月26日。
1973年，鮑德勒返回美國，擔任負責美洲事務的副助理國務卿；1974年，他擔任負責美洲事務的代理助理國務卿。
1975年，傑拉爾德·福特總統任命鮑德勒為美國駐南非大使，鮑德勒的任期為1975年5月14日至1978年4月19日。
1978年，吉米·卡特總統提名鮑德勒為情報研究局助理國務卿，鮑德勒於1978年4月24日至1979年12月17日擔任這一職務。卡特隨後任命鮑德勒為負責美洲事務的助理國務卿，並任命鮑德勒為負責美洲事務的助理國務卿。任職時間為1980年1月4日至1981年1月16日。